# Voi Sri Lanka
Voi Sri Lanka (danh pháp hai phần: Elephas maximus maximus) là một trong ba phân loài được công nhận của Voi châu Á, sống tại Sri Lanka. Kể từ năm 1986, Elephas maximus đã được liệt kê là loài nguy cấp bởi IUCN vì số lượng đã giảm ít nhất 50% trong ba thế hệ gần đây nhất, ước tính khoảng 60-75 năm. Loài này bị đe dọa do mất, suy thoái và phân tán môi trường sống.